# Roheisenmischer
Ein Roheisenmischer ist ein kippbarer, feuerfest ausgekleideter und beheizter Behälter, der die vom Hochofen erzeugte Roheisenmengen aufnimmt und deren zeitliche Verwendung für die Stahlerzeugung unabhängig vom Roheisenanfall gestattet.
Der Roheisenmischer hat die Aufgabe, das Eisen flüssig zu halten und die verschiedenen Hochofenabstiche zu mischen, so dass eine nahezu homogene Roheisensorte entsteht. So wird unter anderem gewährleistet, dass dem Konverter im Stahlwerk ein Roheisen mit konstanter Zusammensetzung zugeführt werden kann.

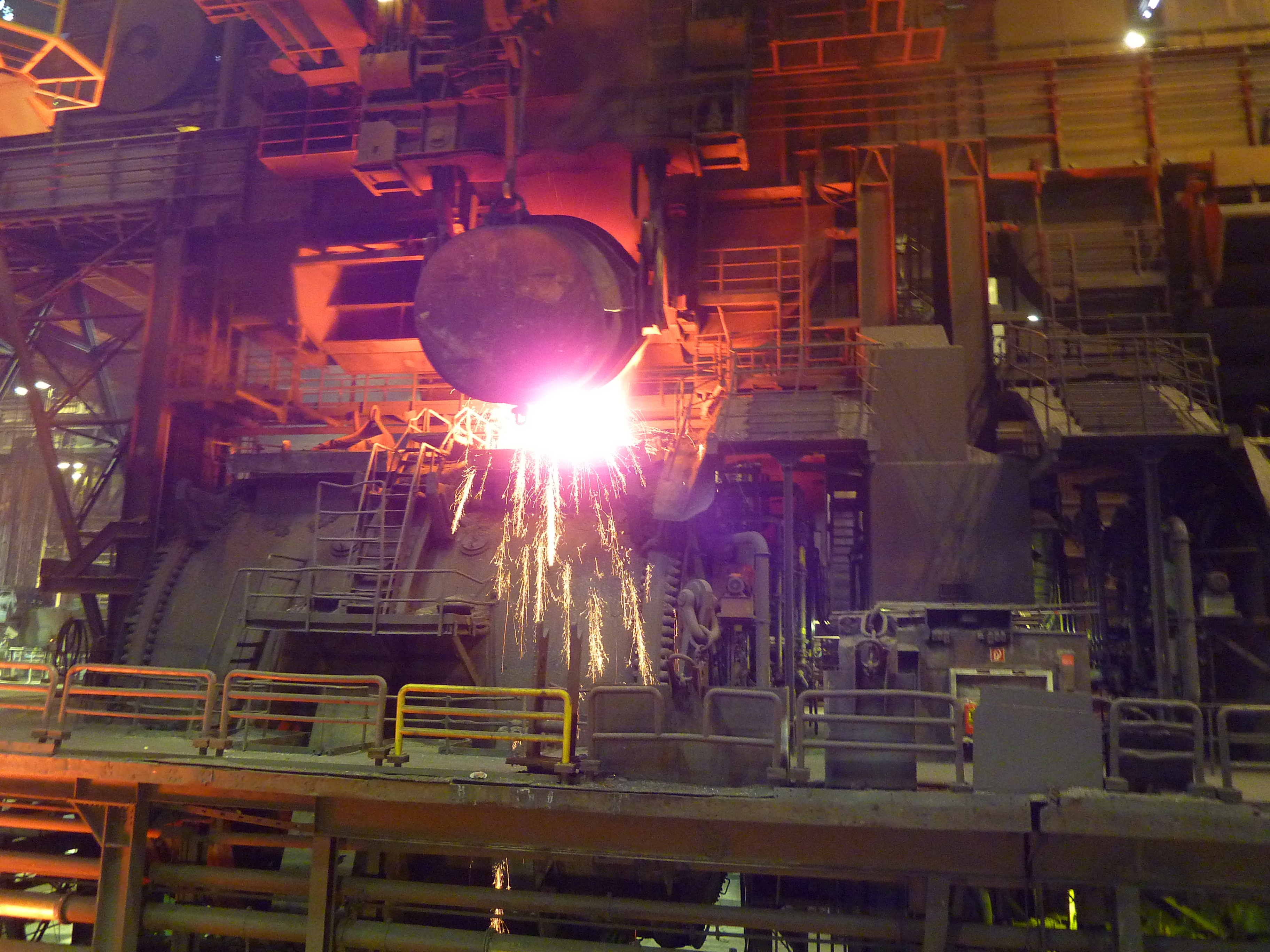
Ein Roheisenmischer wird befüllt.

Der erste Roheisenmischer auf dem europäischen Kontinent kam 1890 im Stahlwerk Phoenix-West des Hörder Bergwerks- und Hütten-Vereins zum Einsatz.
Das Fassungsvermögen gängiger Roheisenmischer beträgt zwischen 500 t und 2000 t Roheisen.
Zum Transport von flüssigem Roheisen über größere Distanzen wurden später transportable Roheisenmischer, sogenannte Torpedopfannen, verwendet.
Der Pfannenofen dagegen enthält (Roh-)Stahl und kein Roheisen.